# Frances Drake
Frances Drake, pseudonimo di Frances Dean (New York, 22 ottobre 1912 – Irvine, 18 gennaio 2000), è stata un'attrice statunitense.

## Biografia
Nata Frances Dean, quando aveva 4 anni seguì i genitori che andarono a vivere in Canada. Frequentò l'Havergal College di Toronto e, nel 1928, si trasferì a Londra, dove iniziò la carriera artistica come ballerina di nightclub e fece il suo debutto cinematografico nel 1933, comparendo in piccoli ruoli nei film The Jewel e Meet My Sister.
L'attrice rientrò negli Stati Uniti nel 1934, quando sottoscrisse un contratto con la Paramount Pictures. La sua carriera cinematografica fu piuttosto breve e limitata al periodo degli anni trenta, quando apparve in film quali Bolero (1934), accanto a George Raft e Carole Lombard, Squillo di tromba (1934), avventura di ambientazione messicana in cui fu protagonista femminile con George Raft e Adolphe Menjou, le commedie La donna è mobile (1934), in cui recitò accanto a Clark Gable e Joan Crawford, e La signorina curiosa (1934), in cui impersonò un'intraprendente centralinista telefonica, alle prese con il ricco e affascinante uomo d'affari Julian de Lussac (interpretato da Cary Grant).

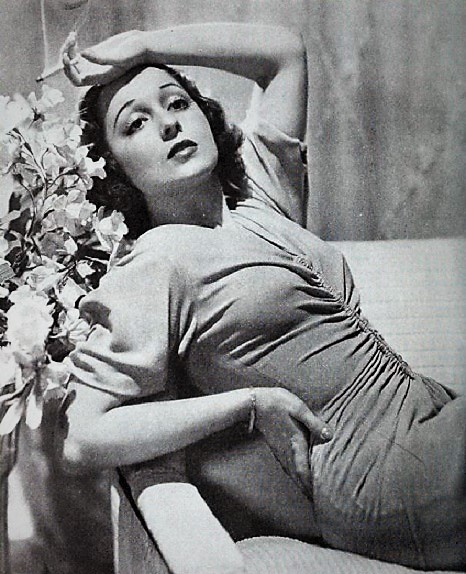
L'attrice in una foto pubblicitaria

Tra i suoi ruoli più conosciuti, quello della sfortunata Éponine nel film Il sergente di ferro, versione del romanzo di Victor Hugo I miserabili girata nel 1935 da Richard Boleslawski, e quello di Yvonne Orlac in Amore folle (1935) di Karl Freund. In questo film, uno dei classici dell'horror degli anni trenta, la Drake interpretò il ruolo della moglie del celebre pianista Stephen Orlac (Colin Clive) che ha perduto le mani in un incidente, il quale viene sottoposto a un'audace operazione eseguita dal folle chirurgo parigino Gogol (Peter Lorre), che si è invaghito furiosamente di Yvonne e che commette una serie di omicidi tentando di incolpare il pianista, al quale ha trapiantato le mani di un assassino appena giustiziato.
Amore folle non fu l'unico impegno della Drake nel genere horror. L'anno successivo l'attrice venne infatti scritturata per il ruolo di protagonista nel film Il raggio invisibile (1936), in sostituzione di Gloria Stuart che era stata inizialmente presa in considerazione. Il suo personaggio è quello di Diane Rukh, la moglie di uno scienziato (Boris Karloff) che durante una spedizione ha scoperto un minerale dalle micidiali proprietà radioattive che lo condurranno alla follia e all'autodistruzione, dopo aver assassinato alcuni compagni di ricerca, tra cui il collega scienziato Felix Benet (Bela Lugosi). Nello stesso anno l'attrice fu inoltre protagonista femminile del giallo L'uomo senza volto (1936), ambientato sul set di un film in cui avvengono morti misteriose e violente.
La carriera dell'attrice entrò nella parabola discendente alla fine degli anni trenta. In quest'ultimo periodo apparve in diverse commedie brillanti come La sua maniera d'amare (1937) e C'è sotto una donna (1938), nel giallo-rosa Questo mondo è meraviglioso (1939), accanto a James Stewart e Claudette Colbert, Questa donna è mia (1940), al fianco di Spencer Tracy e Hedy Lamarr, ma tutte in ruoli sempre più di carattere secondario, fino al ritiro definitivo dopo un'ultima apparizione in The Affairs of Martha (1942).

## Vita privata
L'abbandono della Drake alle scene fu pressoché coincidente con il suo matrimonio, celebrato il 12 febbraio 1939, con Cecil John Arthur Howard, secondogenito del militare e politico britannico Henry Howard, XIX conte di Suffolk. 
Dopo la morte di Howard nel 1985, la Drake si risposò nel 1992, all'età di 80 anni, con David Brown. Il secondo matrimonio durò fino alla morte dell'attrice, avvenuta il 18 gennaio 2000, all'età di 87 anni.

## Riconoscimenti
Per il suo contributo all'industria del cinema, Francis Drake ha una stella nella Hollywood Walk of Fame, al 6821 di Hollywood Boulevard.

## Filmografia

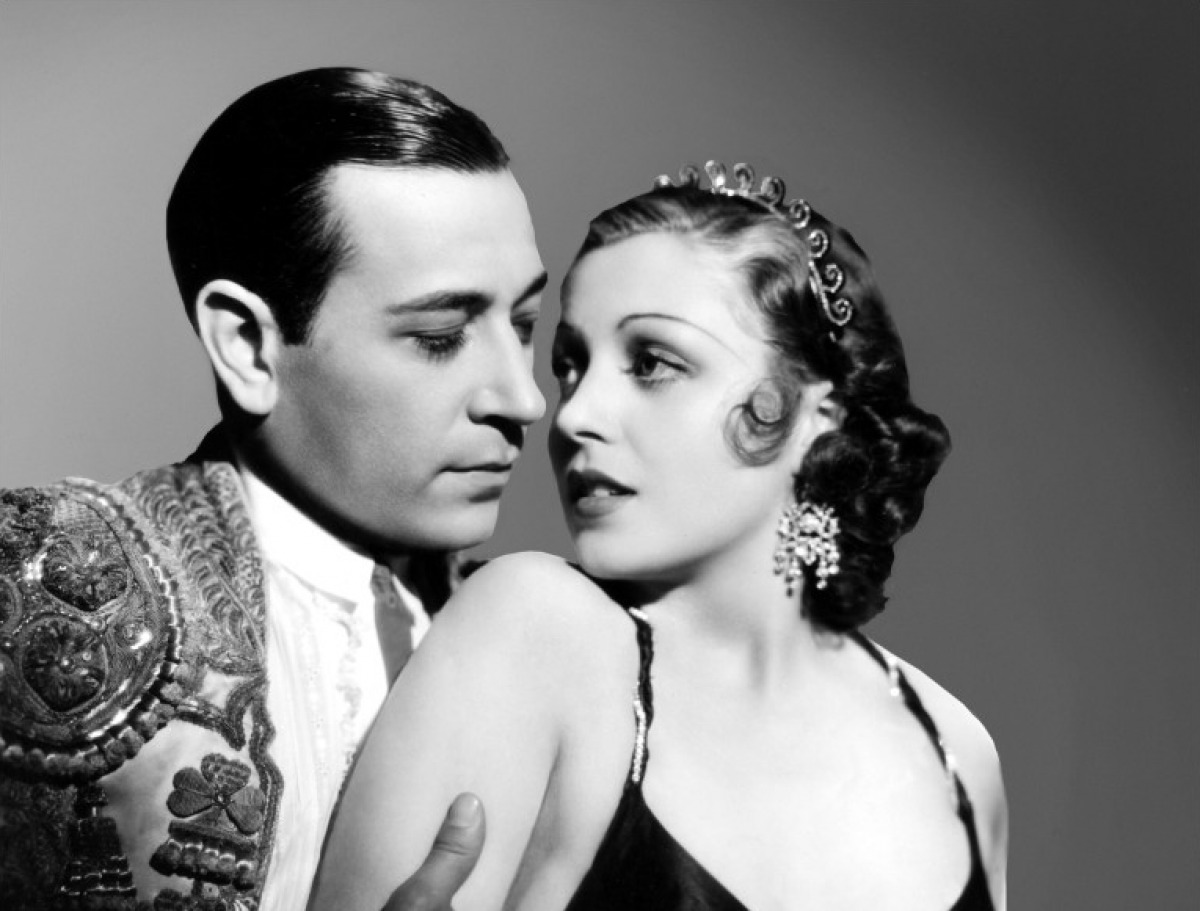
Con George Raft in Squillo di tromba

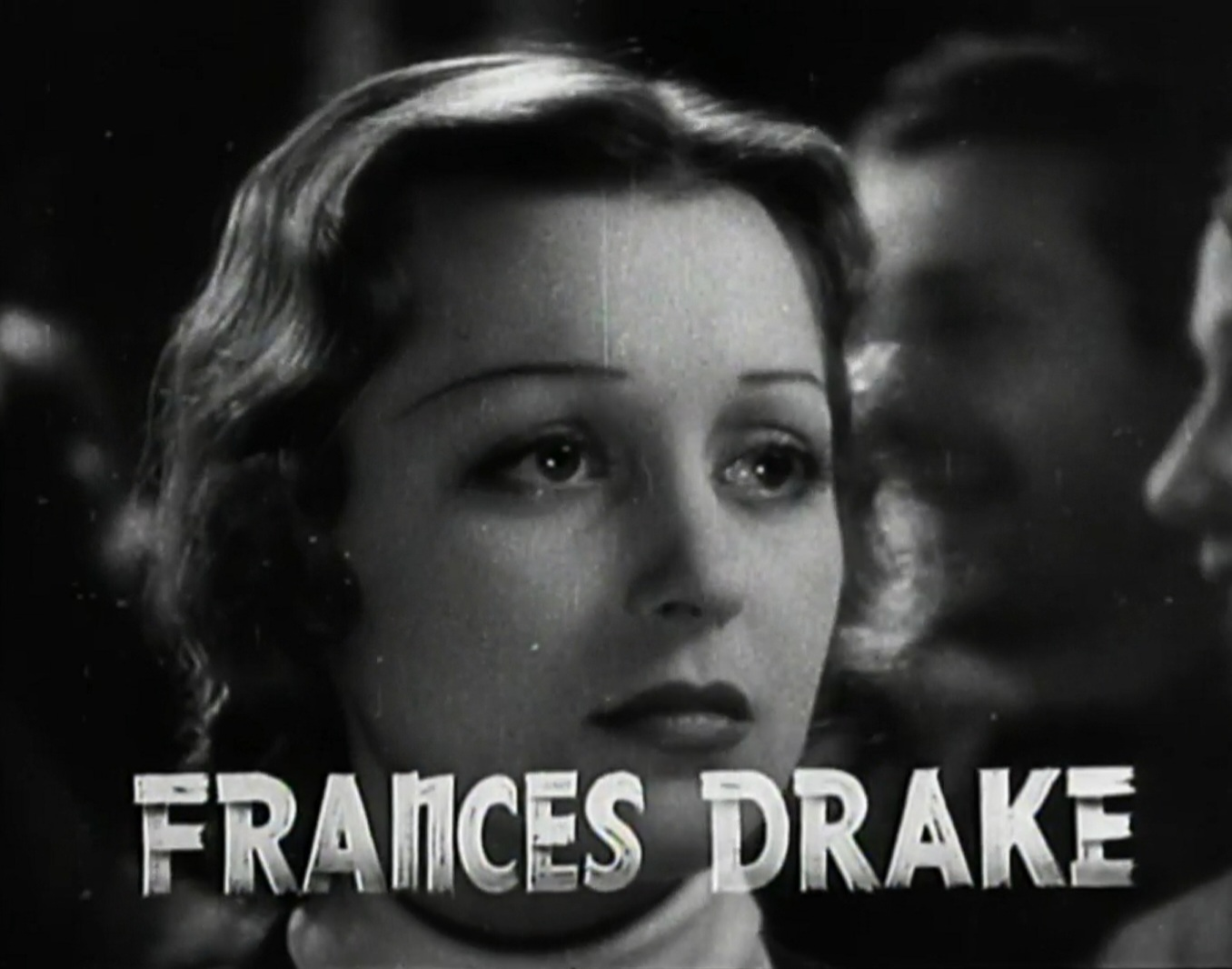
Frances Drake nel film Amore folle

- The Jewel, regia di Reginald Denham (1933) – come Frances Dean
- No dejes la puerta abierta, regia di Frank R. Strayer e Miguel De Zarraga (1933)
- Meet My Sister, regia di John Daumery (1933) – come Frances Dean
- Bolero, regia di Wesley Ruggles e, non accreditato, Mitchell Leisen (1934)
- Squillo di tromba (The Trumpet Blows), regia di Stephen Roberts (1934)
- La signorina curiosa (Ladies Should Listen), regia di Frank Tuttle (1934)
- La donna è mobile (Forsaking All Others), regia di W. S. Van Dyke (1934)
- Transient Lady, regia di Edward Buzzell (1935)
- Il sergente di ferro (Les Misérables), regia di Richard Boleslawski (1935)
- Amore folle (Mad Love), regia di Karl Freund (1935)
- Senza rimpianto (Without Regret), regia di Harold Young (1935)
- Il raggio invisibile (The Invisible Ray), regia di Lambert Hillyer (1936)
- L'uomo senza volto (The Preview Murder Mystery), regia di Robert Florey (1936)
- Florida Special, regia di Ralph Murphy (1936)
- And Sudden Death, regia di Charles Barton (1936)
- I'd Give My Life, regia di Edwin L. Marin (1936)
- Midnight Taxi, regia di Eugene Forde (1937)
- New York si diverte (You Can't Have Everything), regia di Norman Taurog (1937) – non accreditata
- Love Under Fire, regia di George Marshall (1937)
- La sua maniera d'amare (She Married an Artist), regia di Marion Gering (1937)
- C'è sotto una donna (There's Always a Woman), regia di Alexander Hall (1938)
- The Lone Wolf in Paris, regia di Albert S. Rogell (1938)
- Questo mondo è meraviglioso (It's a Wonderful World), regia di W.S. Van Dyke (1939)
- Questa donna è mia (I Take This Woman), regia di W.S. Van Dyke (1940)
- The Affairs of Martha, regia di Jules Dassin (1942)